# Line Jensen
Line Jensen (14. januar 1981 i Silkeborg) er en dansk triatlet fra Odense Triathlon Klub.
Line Jensen startede triatlonkarrieren som 28-årig i 2008, hvor hun deltog i DM-stævnerne i kort duatlon, sprint triatlon og kort triatlon i løbet af foråret. Det endte med en bronze og to sølv medaljer. 
I 2009 blev Line Jensen introduceret til internationale stævner, og deltog i løbet af sæsonen i tre World cup-stævner med en 6. plads i Huatulco, Mexico, som det bedste resultat. Desuden blev det i 2009 til 6., 4., 3., og 2. pladser på Europa Cup-touren samt danske mesterskaber i kort duatlon og sprint triatlon.
Line Jensen er sammen med Helle Frederiksen udtaget til i London OL 2012. Triatleterne har en kvalifikationsperiode, på Den Internationale Triatlon Unions rangliste er Line Jensen er placeret som nummer 43 ud af de 55 kvinder, der kommer til OL.
Line Jensen trænes af Michael Krüger og Kasper Gejl.
I december 2008 tog Line Jensen en kandidatgrad i biokemi og molekylærbiologi, og fik efterfølgende ansættelse på Institut for Idrætsmedicin på Bispebjerg Hospital som molekylærbiolog. Samtidigt var hun tilknyttet Institut for Idræt på SDU i Odense. Fra april måned 2010 har hun arbejdet halv tid på Institut for Idræt i Odense, hvor hun i samarbejde med Afdeling for Klinisk Patologi, Odense Universitetshospital startede en ph.d-uddannelse i 2010. 